# Карпунгвеем
Карпунгвеем — река на севере Дальнего Востока России, протекает по территории Чаунского района Чукотского автономного округа. Длина реки — 40 км.
Название в переводе с чук. Ӄэрпунвээм — «река, текущая от горы Карпунг». В свою очередь, ороним
Карпунг, по одной версии, переводится с юкагирского как «возвышенность», по другой — назван по имени чукчи, похороненного здесь.
Берёт истоки близ сопки высотой 560 м, протекает в северном направлении в окружении болот Чаунской низменности, в низовьях резко поворачивает на запад до впадения в Паляваам слева.
Притоки: Одинокий, Обрывистый, Травяной.

## Данные водного реестра
По данным государственного водного реестра России относится к Анадыро-Колымскому бассейновому округу.